# Katepensaurus
Katepensaurus là một chi khủng long, được Ibiricu Casal R. D. Martínez Lamanna Luna & Salgado mô tả khoa học năm 2013.